# Contoocook
 (janvier 2016).
Si vous disposez d'ouvrages ou d'articles de référence ou si vous connaissez des sites web de qualité traitant du thème abordé ici, merci de compléter l'article en donnant les références utiles à sa vérifiabilité et en les liant à la section « Notes et références ».
Pour les articles homonymes, voir Contoocook (New Hampshire).
La Contoocook (anglais : Contoocook River) est une rivière de 114 kilomètres de long et un affluent du fleuve Merrimack dans l'État du New Hampshire aux États-Unis.

## Géographie
Contoocook est l’une des seules rivières, dans le New Hampshire, qui coule essentiellement vers le Nord. Deux pittoresques ponts couverts, à Hopkinton et l’autre à Henniker, traversent la Contoocook, comme le fait un autre sur la ligne de Hancock-Greenfield. Les résidents et les touristes ont rendu le Contoocook populaire pour la pêche et de canotage en eau vive.

## Toponymie
Le nom Contoocook vient de la tribu des Amérindiens Pennacook et signifie « lieu de la rivière près des pins ». D'autres variations du nom incluent en language Natick qui signifie « petite plantation à la rivière ».
La rivière a donné son nom à Contoocook, un village du New Hampshire rattaché à la ville de Hopkinton, à quelques kilomètres au sud de la ville de Boscawen.